# Erich Geske
Erich Artur Geske (* 1887 in Bromberg; † 1954 in Ost-Berlin) war ein deutscher Gewerkschaftsfunktionär und Politiker der SPD und später der Sozialdemokratischen Aktion (SDA), der unter anderem stellvertretender Bürgermeister von Ost-Berlin und Abgeordneter der Volkskammer der DDR war.

## Leben
Erich Artur Geske war als Färber tätig und engagierte sich als Gewerkschaftssekretär sowie SPD-Politiker in Gronau (Westfalen), ehe er nach 1933 gewerkschaftlich und politisch in Berlin tätig war. Nach Ende des Zweiten Weltkrieges fungierte er als Mitglied des Geschäftsführenden Vorstandes des Freien Deutschen Gewerkschaftsbundes (FDGB) von Groß-Berlin und als 2. Vorsitzender der Industriegewerkschaft Textil im FDGB. sowie als Vorsitzender der IG Textil von Berlin. Wegen seiner Teilnahme am Deutschen Volkskongress am 6. und 7. Dezember 1947 in Berlin wurde er im Januar 1948 auf Beschluss des Kreisvorstandes Neukölln aus der SPD ausgeschlossen. Er wurde auf dem II. Volkskongress, der am 17. und 18. März 1948 in Berlin stattfand, zum Mitglied des 1. Volksrates der Sowjetischen Besatzungszone (SBZ) gewählt und gehörte diesem bis zum 30. Mai 1949 an.
Nach der Absetzung des gewählten Magistrats von Berlin und der Wahl von Friedrich Ebert junior zum Oberbürgermeister Ost-Berlins, wurde Geske als Vertreter der Sozialdemokratischen Aktion (SDA) am 30. November 1948 stellvertretender Bürgermeister von Ost-Berlin. Er gehörte zu den Kandidaten im „Wahlkreis Treptow, Köpenick und Lichtenberg“ für die Wahlen zum III. Deutschen Volkskongreß, der am 29./30. Mai 1949 tagte und gehörte im Anschluss als Vertreter der SDA bis zum 7. Oktober 1949 auch dem 2. Volksrat der SBZ als Mitglied an.
Bei Gründung der DDR am 7. Oktober 1949 wurde Erich Geske als einer von fünf SDA-Abgeordneten von Groß-Berlin Mitglied der Provisorischen Volkskammer, die sich aus dem 2. Volksrat konstitutierte. Zugleich gehörte er als Beisitzer den Präsidiumsmitgliedern der Provisorischen Volkskammer an. Er engagierte sich ferner als Mitglied des Hauptvorstandes der Vereinigung der Verfolgten des Naziregimes – Bund der Antifaschistinnen und Antifaschisten (VVN). und als Mitglied im geschaftsführenden Vorstand des FDGB von Groß-Berlin.
Bei der ersten Volkskammerwahl am 15. Oktober 1950 wurde Geske als Vertreter der SPD/SDA für Ost-Berlin zum Abgeordneten der Volkskammer gewählt und gehörte dieser in der ersten Wahlperiode bis zum 17. Oktober 1954 an. Er war zugleich Fraktionsvorsitzender der SDA sowie bis 1953 auch weiterhin Beisitzer im Präsidium der Volkskammer.